# Gregory Wannier

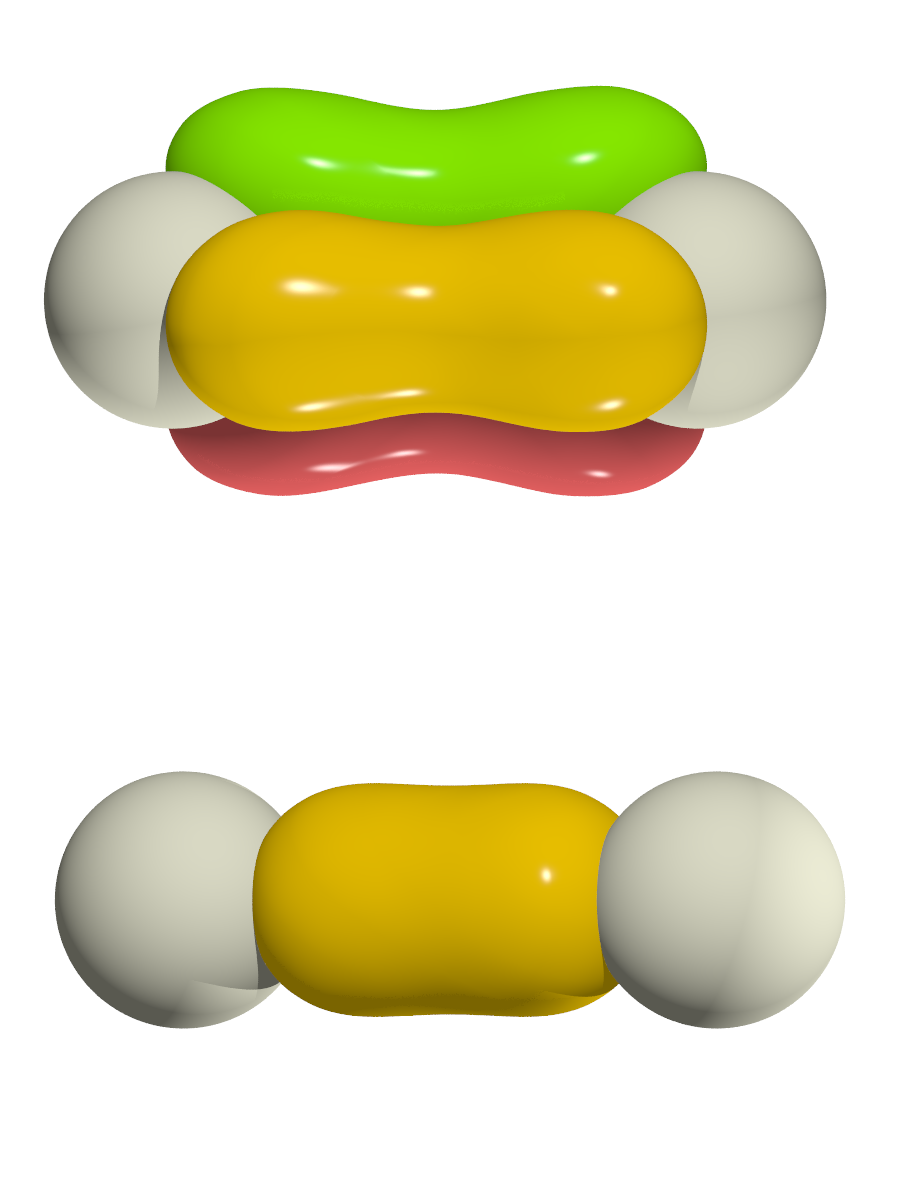
Ejemplo gráfico de dos funciones de Wannier calculadas para dímeros de nitrógeno en nitruro de paladio con enlaces simple y triple.

Gregory Hugh Wannier (1911 - 1983) fue un físico suizo.
Wannier obtuvo su doctorado en física bajo la guía de Ernst Stueckelberg en la Universidad de Basilea en 1935. Trabajó con el profesor Eugene P. Wigner como estudiante de intercamio postdoctoral en la Universidad de Princeton en el año académico 1936/1937 y más tarde enseñó en varias universidades americanas antes de un pasar una temporada en la industria de 1946 a 1960. 
Después de trabajar en Socony-Vacuum Laboratories,  se unió a Bell Laboratories en 1949. Allí trabajó en el Grupo de Electrónica Física con William B. Shockley, Conyers Arenque, John Bardeen, Charles Kittel, y Philip W. Anderson.
Wannier desarrolló un conjunto completo de funciones ortogonales llamadas en su honor funciones de Wannier, que servían como herramientas para la física del estado sólido teórica. También hizo contribuciones a la teoría ferromagnética usando el modelo de Ising. La dualidad Kramers–Wannier explica la localización exacta del punto crítico de dicho modelo en una red bidimensional con estructura de rejilla cuadrada.
Regresó al mundo académico en 1961 en la Universidad de Oregón, donde se jubiló como profesor emérito en 1977. Publicó una serie de artículos importantes sobre las propiedades de cristales, trabajando con estudiantes de posgrado y profesores visitantes. Además, publicó varios manuales y libros de texto sobre teoría de la física del estado sólido y sobre mecánica estadística.
Era considerado por muchos como el miembro más eminente de su departamento en Oregón hasta su muerte el 21 de octubre de 1983. Fue asimismo socio de la American Physical Society.

## Libros de Wannier
- Elements of solid state theory, Cambridge University Press 1959
- Statistical Physics, Wiley 1966; reprint Dover 1987, 2010